# Jenny Åkerström
Johanna Antonia (Jenny) Åkerström-Söderström, född Åkerström 7 juni 1867 i Lohärad i Uppland, död 28 oktober 1957 i Stockholm, var en svensk matskribent och hushållslärarinna.
Jenny Åkerström skrev matartiklar i Bonniers veckotidning, Vecko-Journalen och Bonniers månadstidning. Hon hade en berömd hushållsskola för flickor i Stockholm, Jenny Åkerströms Husmodersskola. Skolan fick särskild glans av att prinsessorna Margaretha, Märtha och Astrid fanns bland eleverna. 
Åkerström utgav också flera kokböcker, däribland den berömda Prinsessornas kokbok, vars första upplaga kom 1929. Den innehåller bland annat receptet på ”Grön tårta” som senare kom att kallas Prinsesstårta.
Åkerström var dotter till lantbrukaren Anton Åkerström och gifte sig 1911 i Djursholm med apotekaren Bengt Söderström (1880–1934), som bedrev affärsverksamhet inom radiobranschen. Hon avled 1957 och är begravd på Norra kyrkogården utanför Stockholm.